# Palais Karol Poznański
Le palais Karol Poznański est une ancienne résidence de Łódź, au centre de la Pologne,,. Il a été construit en 1904.
Il abrite aujourd'hui le rectorat de l' Académie de musique de Łódź,.

## Articles connexes

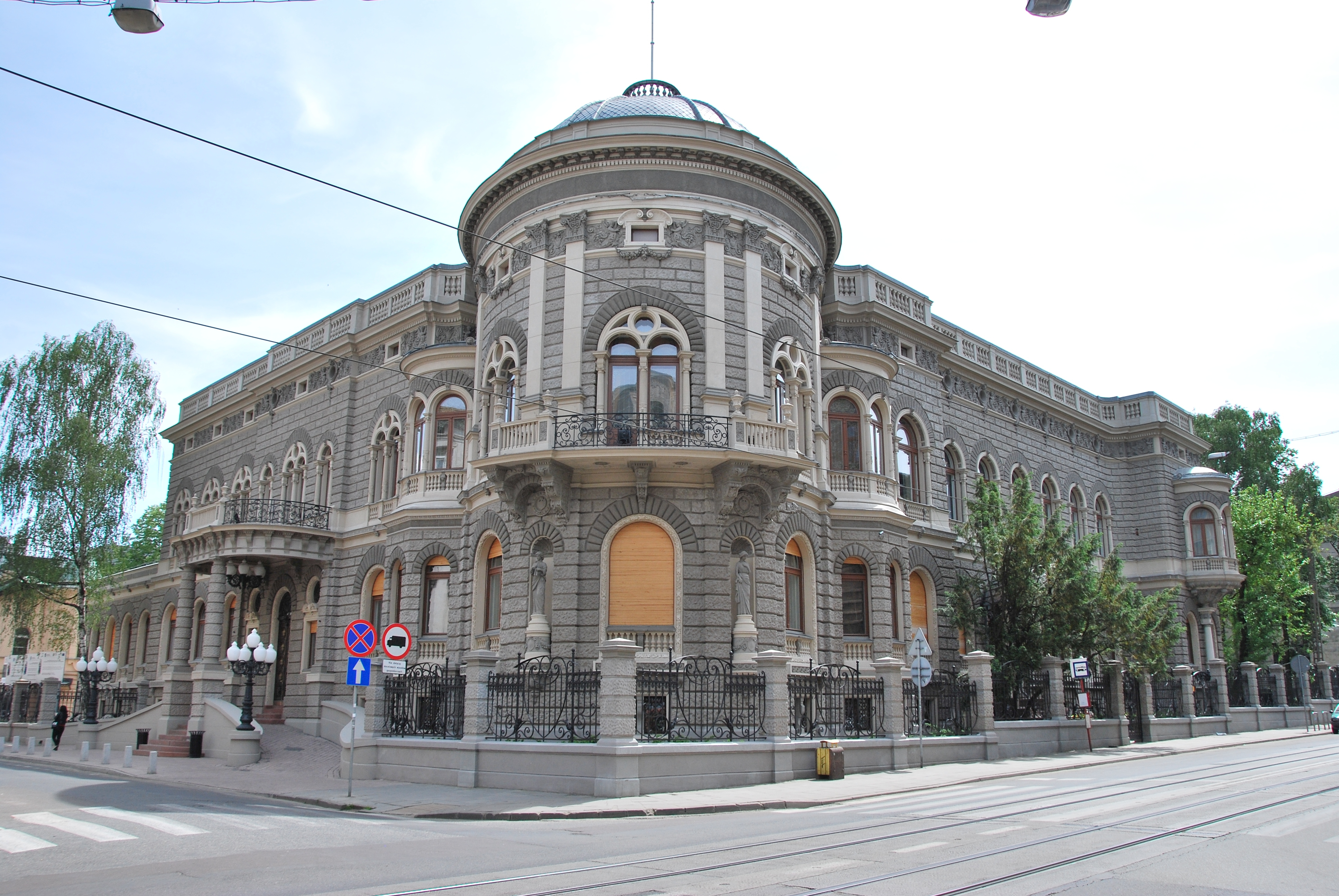
Palais Karol Poznański, aujourd'hui siège de l'Académie de musique de Łódź

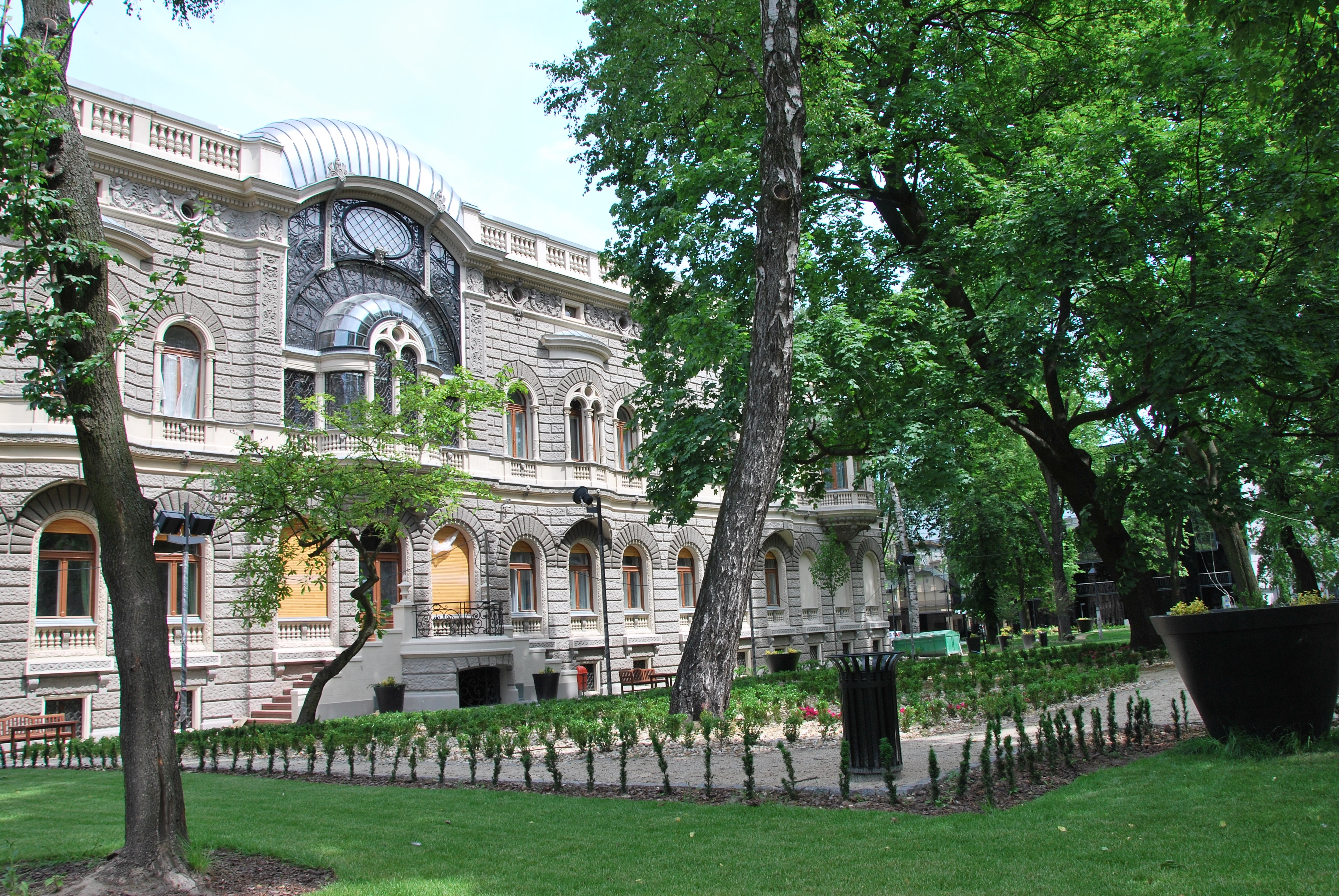
Jardin du palais